# Franklin Center
Franklin Center – jednostka osadnicza w Stanach Zjednoczonych, w stanie New Jersey, w hrabstwie Somerset.